# Epirrhoe galliata
Epirrhoe galliata är en fjärilsart som beskrevs av Jacob Hübner 1825. Epirrhoe galliata ingår i släktet Epirrhoe och familjen mätare. Inga underarter finns listade i Catalogue of Life.